# 烏多維琴基
50°19′57″N 34°21′57″E / 50.33250°N 34.36583°E
烏多維琴基（烏克蘭語：Удовиченки），是烏克蘭中部的村莊，隸屬波爾塔瓦州的波爾塔瓦區。該村始建於1687年，面積1.998平方公里，海拔高度158米，2001年人口535。